# Nayarit
Nayarit er en stat i det vestlige Mexico. Den deler mod nord grænse med Sinaloa, Zacatecas og Durango, mod øst og syd Jalisco, mens Stillehavet ligger mod vest. Øgruppen Islas Tres Marias i Stillehavet er en del af Nayarit. Hovedstaden hedder Tepic. De større byer Acaponeta, Tecuala og Tuxpan ligger også i delstaten. ISO 3166-2-koden er MX-NAY.
- Wikimedia Commons har flere filer relateret til Nayarit

22°N 105°V / 22°N 105°V